# Стшельце (Олесницький повіт)
Стшельце (пол. Strzelce) — село в Польщі, у гміні Доброшиці Олесницького повіту Нижньосілезького воєводства.
Населення — 519 осіб (2011).
У 1975-1998 роках село належало до Вроцлавського воєводства.

## Демографія
Демографічна структура станом на 31 березня 2011 року:
|          | Загалом | Допрацездатний вік | Працездатний вік | Постпрацездатний вік |
| -------- | ------- | ------------------ | ---------------- | -------------------- |
| Чоловіки | 252     | 51                 | 175              | 26                   |
| Жінки    | 267     | 62                 | 152              | 53                   |
| Разом    | 519     | 113                | 327              | 79                   |